# Zópiro
Zópiro (¿?-484 a. C./483 a. C.), noble persa mencionado en las Historias de Heródoto. Hijo de Megabizo I, quien ayudó a Darío I a tomar el trono, Zópiro desempeñó un papel decisivo en la toma de Babilonia por parte de Darío I en diciembre de 522 a. C.

## Contexto histórico
En marzo del 522 a. C., un mago llamado Gaumata obtuvo el poder en el Imperio aqueménida haciéndose pasar por Esmerdis, el hermano del legítimo rey Cambises II. Gaumata pudo hacerlo ya que el Esmerdis verdadero había sido secretamente asesinado por orden de su hermano. Inmediatamente Cambises marchó contra el usurpador, pero murió antes de llegar a Persia. El falso Esmerdis pudo así gobernar.
Ótanes, hermano de la madre de Cambises y Esmerdis, fue el primero en sospechar del engaño. Ótanes invitó a Aspatines y Gobrias a tratar el asunto. Juntos decidieron compartir el secreto con otros tres conspiradores: Hidarnes, Intafrenes y Megabizo. Estaban todos haciendo planes cuando llegó Darío I y se les añadió. Convenció a los otros de que lo mejor era actuar inmediatamente. Así, el 29 de septiembre de 522 a. C., mataron al falso Esmerdis. Darío I se convirtió en nuevo rey.
Inmediatamente Darío se enfrentó a la revuelta de prácticamente todas las provincias del imperio aqueménida. Una de las zonas en rebelión fue Babilonia, donde Nidintu-Bêl (en persa antiguo Naditabira) se proclamó rey con el nombre de Nabucodonosor III. La inscripción de Behistún dice que Darío marchó inmediatamente contra el usurpador. Los babilonios fueron derrotados dos veces, el rebelde fue ejecutado y Darío tomó Babilonia.

## La versión de Heródoto
El historiador griego Heródoto de Halicarnaso cuenta que Darío pudo tener muchas dificultades en la toma de la ciudad. Estaba desesperado en vista del largo y costoso asedio. En ese momento, Zópiro, el hijo de Megabizo, ideó un plan para recuperar el control de la vital ciudad. Se cortó la nariz y las orejas, y entonces habiéndose azotado, llegó a la corte del rey Darío. Zópiro le contó al rey su plan: él iría ante el pueblo de Babilonia y se proclamaría a sí mismo como un exiliado castigado por Darío. Estando de acuerdo Darío, Zópiro desertó a la ciudad sitiada ofreciendo sus servicios a los babilonios, los cuales al ver su estado creyeron en él. Pronto le confiaron el puesto de comandante en jefe del ejército rebelde, el cual cosechó varios éxitos contra las tropas de Darío. Lo que los babilonios desconocían era que los soldados de Darío estaban enterados de la traición y habían sido advertidos para que escaparan al ver a Zópiro con los suyos, además este había permitido que las defensas de la ciudad se debilitasen. Cuando el noble persa se había ganado la confianza de los babilonios por completo y estos le confiaron las llaves de la ciudad, abrió dos de las puertas de la misma para que el ejército persa pudiera entrar y retomar la ciudad.
Es muy posible que Zópiro realmente desempeñara un papel importante en la toma de Babilonia aunque se cree que este relato no es exactamente histórico (a pesar de que según la inscripción de Behistún este tipo de mutilaciones no eran infrecuentes).
Según Heródoto, en recompensa el Gran Rey nombró a Zópiro gobernador vitalicio de Babilonia (519 a. C.). Esto normalmente debería ser interpretado como que fue nombrado sátrapa, aunque se sabe ciertamente que eso es imposible. Se han encontrado muchos textos cuneiformes de la época y el nombre de Zópiro está ausente por completo (el nombre del sátrapa es Uštânu). Esto no puede ser casual ya que los textos son numerosos. Probablemente fue nombrado en otro puesto importante.
La veracidad de esta historia es dudosa. Primero, la historia se parece a la descripción de Homero de Odiseo, quien fue espía en Troya después de mutilarse. Segundo, ninguna fuente cuneiforme menciona a Zópiro como sátrapa de Babilonia. 
Según otro historiador griego, Ctesias, Zópiro fue asesinado por los babilonios cuando se rebelaron contra el rey Jerjes I.
Zópiro se casó con una hermana de Darío con quien tuvo al menos una hija y un hijo llamado Megabizo (según Heródoto), quien fue uno de los comandantes persas en la campaña de Jerjes contra Grecia en el 480 a. C. Parece que el hijo de este Megabizo, llamado también Zópiro, fue una de las fuentes de Heródoto.